# Photinia nussia
Stranvaesia nussia là loài thực vật có hoa trong họ Hoa hồng. Loài này được (Buch.-Ham. ex D. Don) Kalkman miêu tả khoa học đầu tiên năm 1973.